# Bảo tàng Giáo phận ở Pelplin
Bảo tàng Giáo phận ở Pelplin (tiếng Ba Lan: Muzeum Diecezjalne w Pelplinie) tọa lạc ở Pelplin, huyện Tczew, tỉnh Pomeranian, Ba Lan. Bảo tàng được giám mục của Giáo phận Công giáo La Mã Pelplin quản lý.

## Lược sử hình thành
Bảo tàng Giáo phận ở Pelplin được thành lập vào năm 1928, trong thời kỳ Đệ Nhị Cộng hòa Ba Lan, theo sáng kiến của Giám mục Stanisław Wojciech Okoniewski (1870–1944). Bảo tàng đã được nhận hỗ trợ tài chính hào phóng từ Bộ Văn hóa và Di sản Quốc gia (Ba Lan) để bảo tồn ngăn ngừa hư hỏng các bức tranh có niên đại từ năm 1420 đến năm 1695.

## Triển lãm
Bảo tàng Giáo phận ở Pelplin hiện lưu giữ một trong những bộ sưu tập nghệ thuật thời Trung cổ tốt nhất ở Ba Lan. Từ năm 1988, các bộ sưu tập được đặt trong một khu phức hợp hiện đại.
Chiếm phần lớn nhất trong bộ sưu tập của Bảo tàng Giáo phận ở Pelplin là các tác phẩm điêu khắc Gothic từ các nhà thờ Công giáo La Mã thuộc Giáo phận Culm (Chełmno) (cũ) (từ năm 1925 được đổi tên thành Giáo phận Pelplin) và từ các nhà thờ thuộc Giáo phận Toruń. Các bộ sưu tập của Bảo tàng cũng bao gồm quần áo phụng vụ như lễ phục và áo thụng.

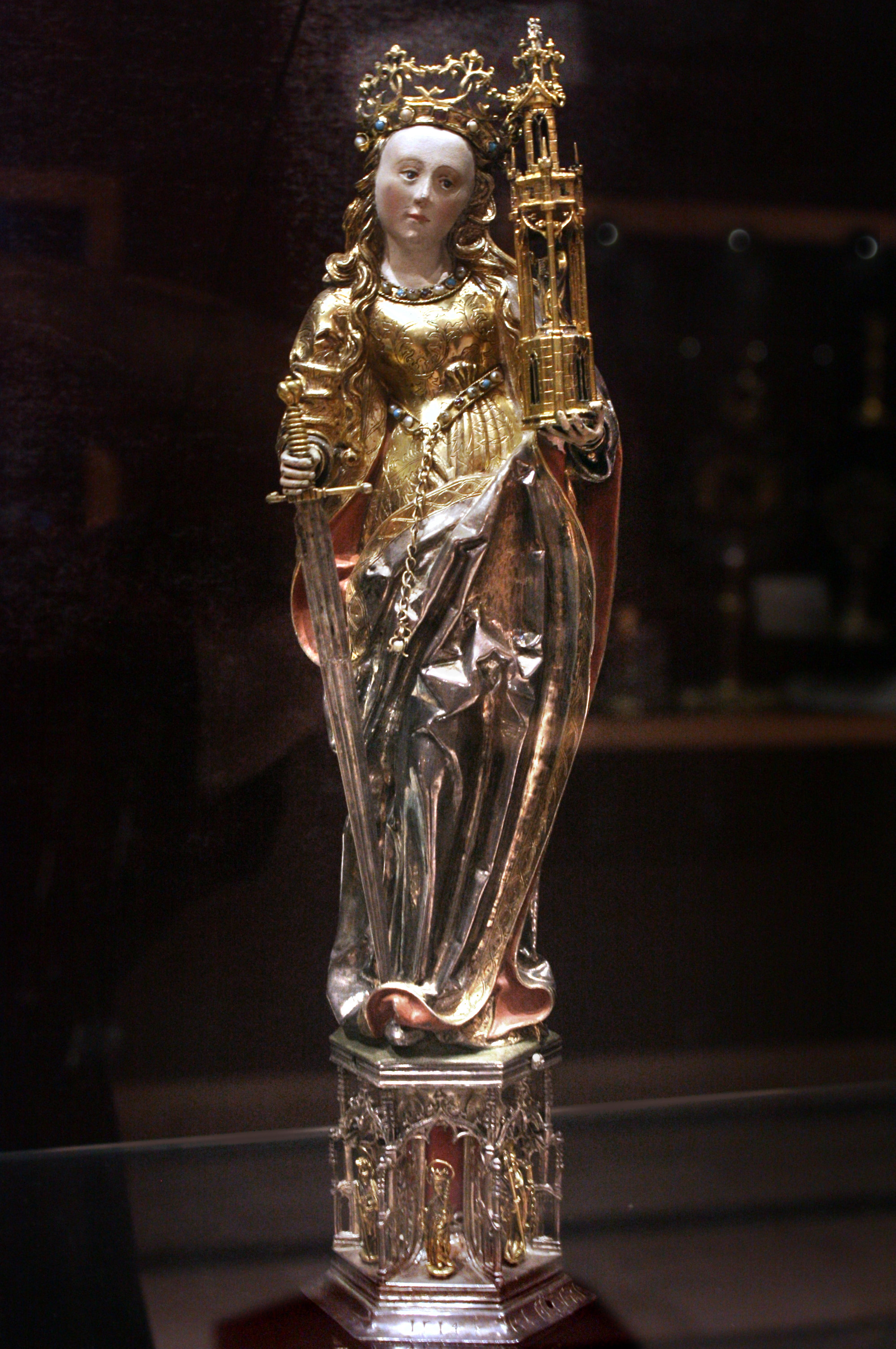
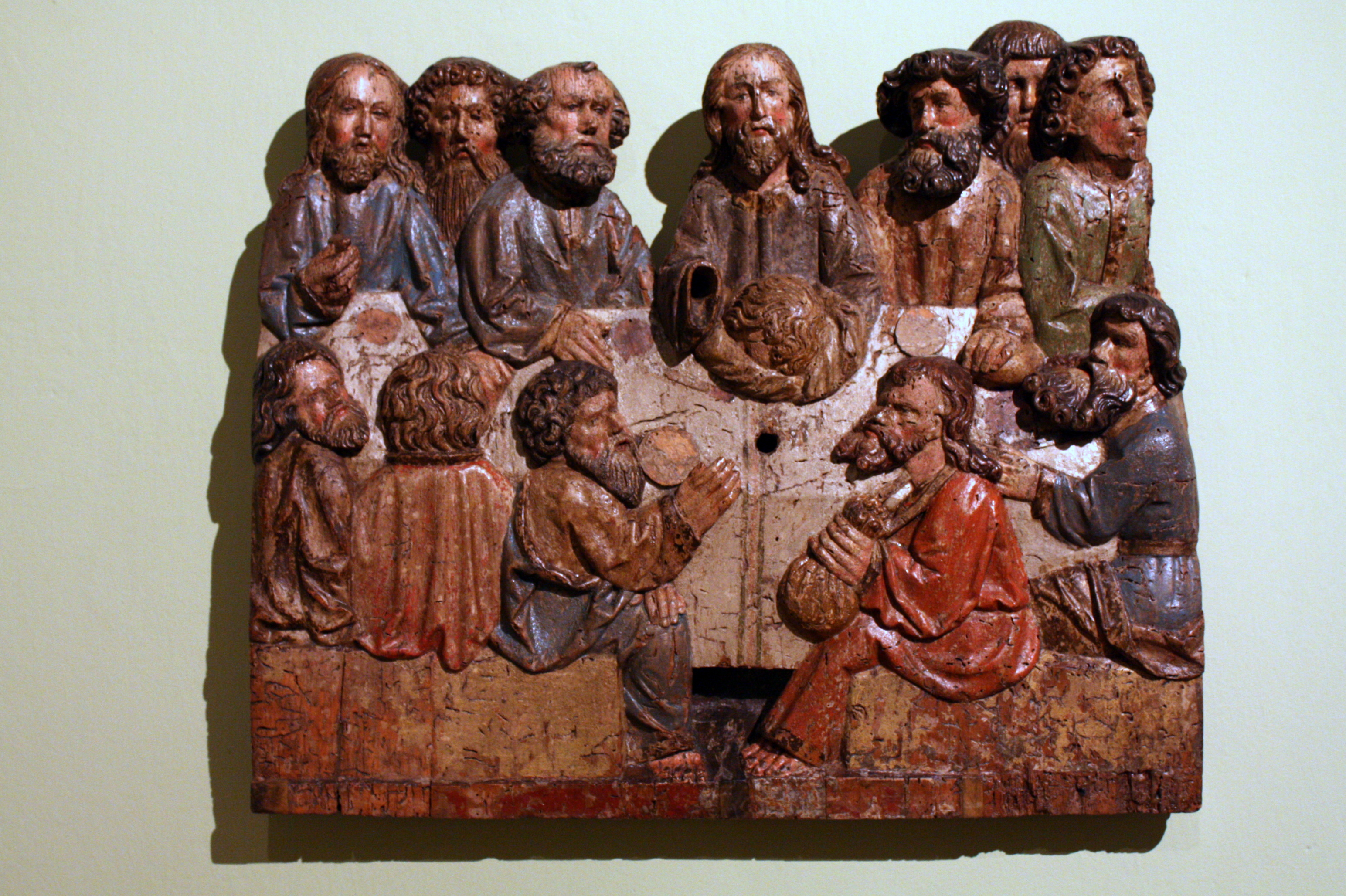
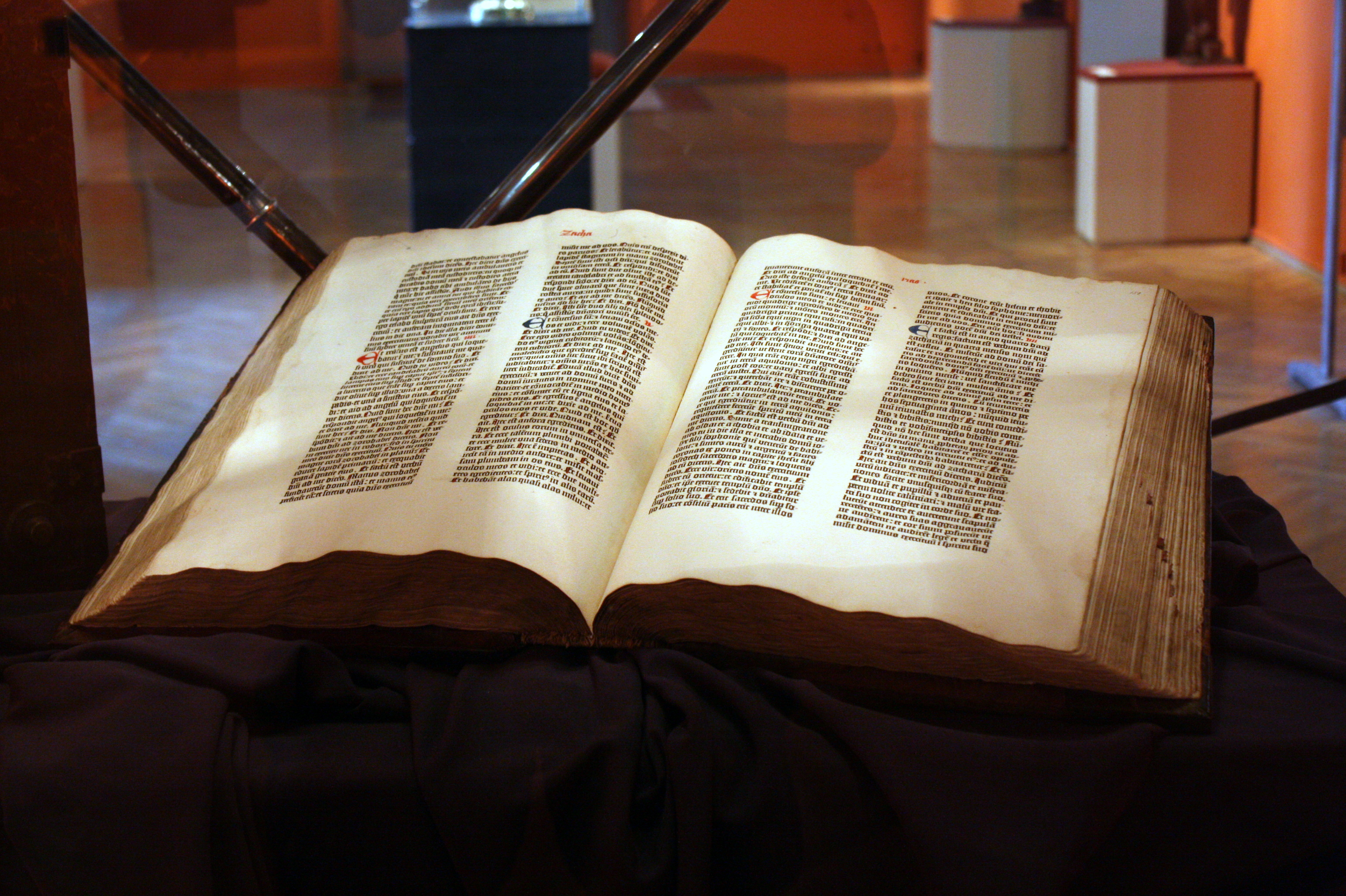
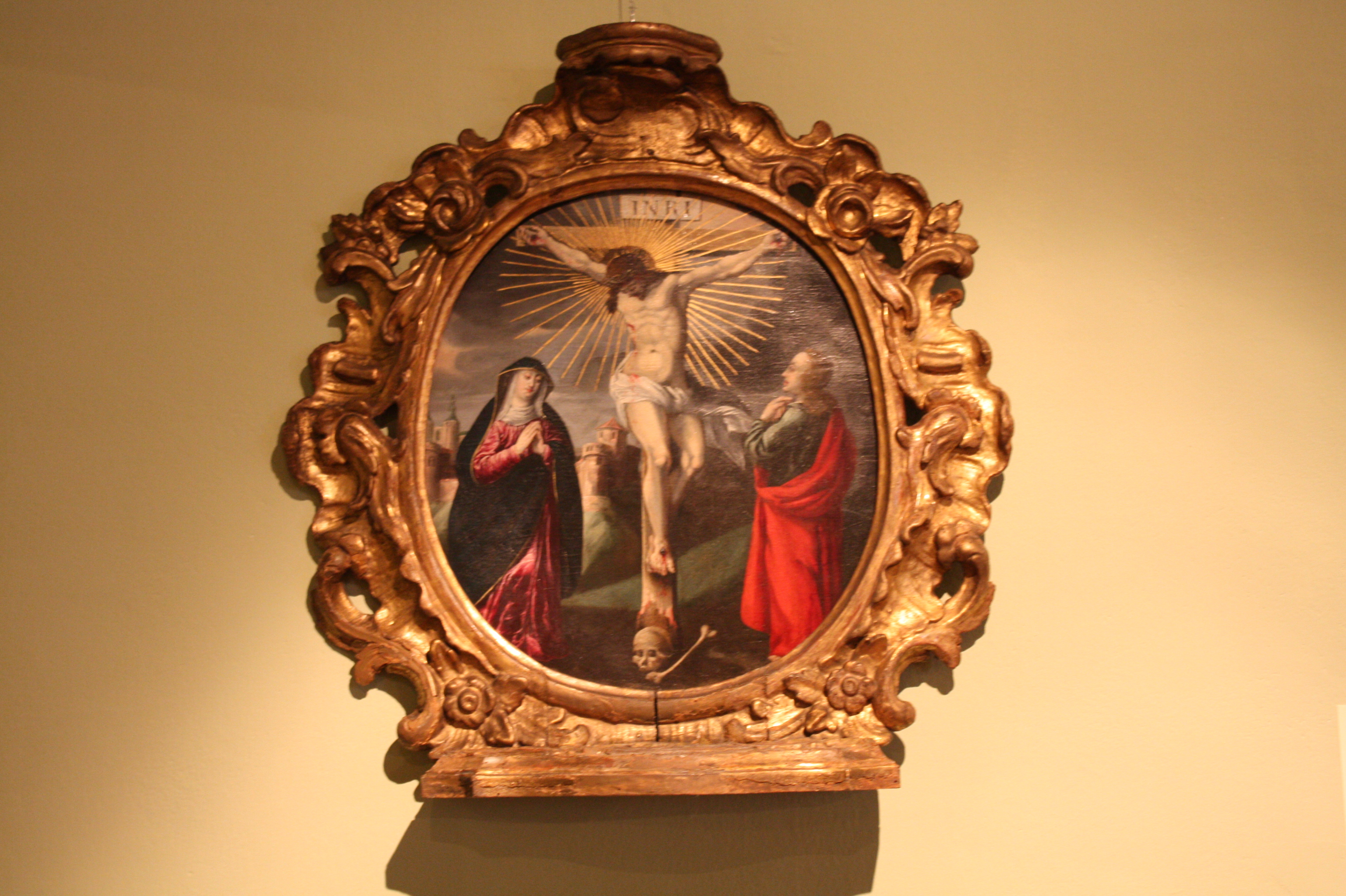
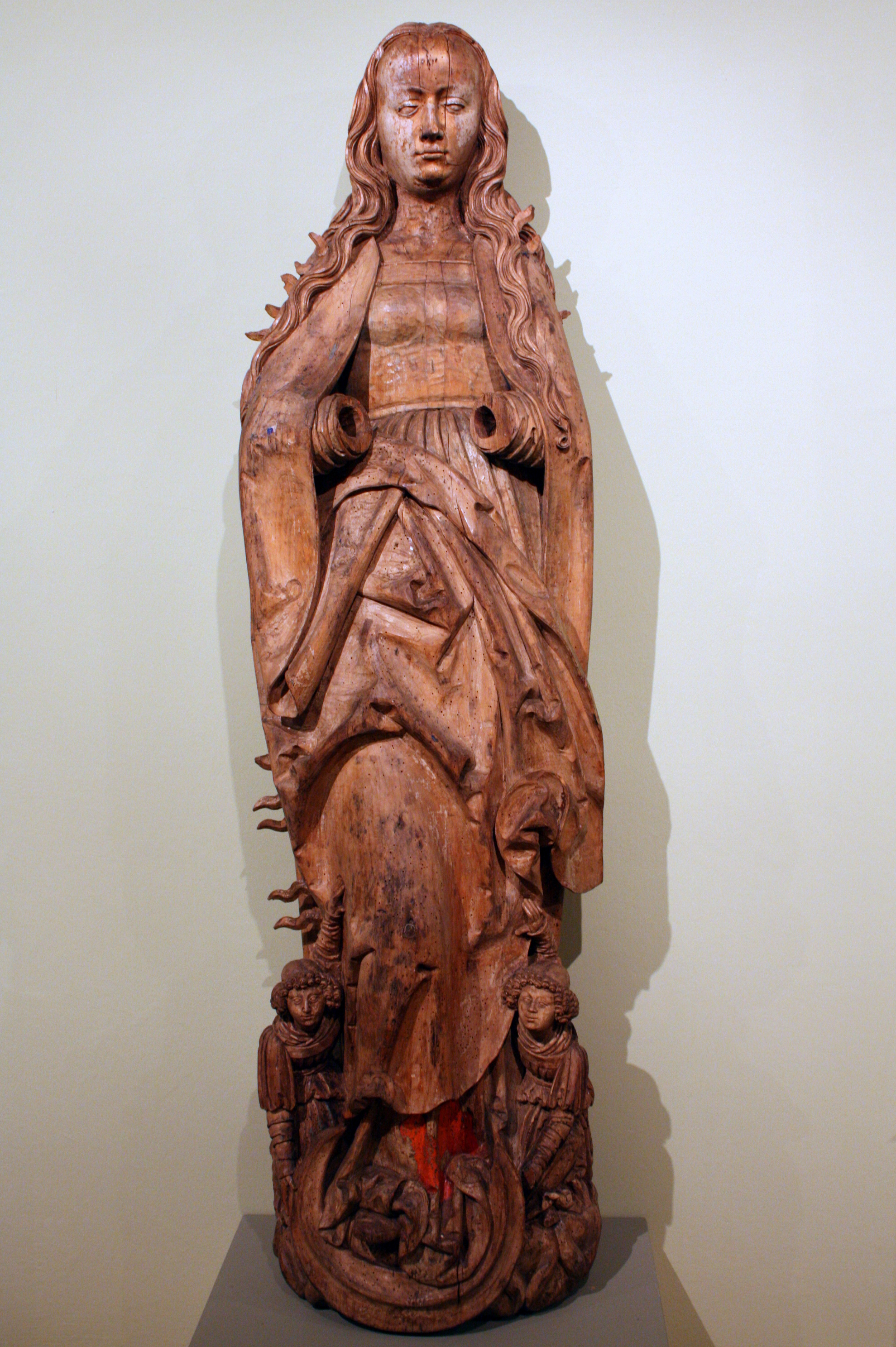
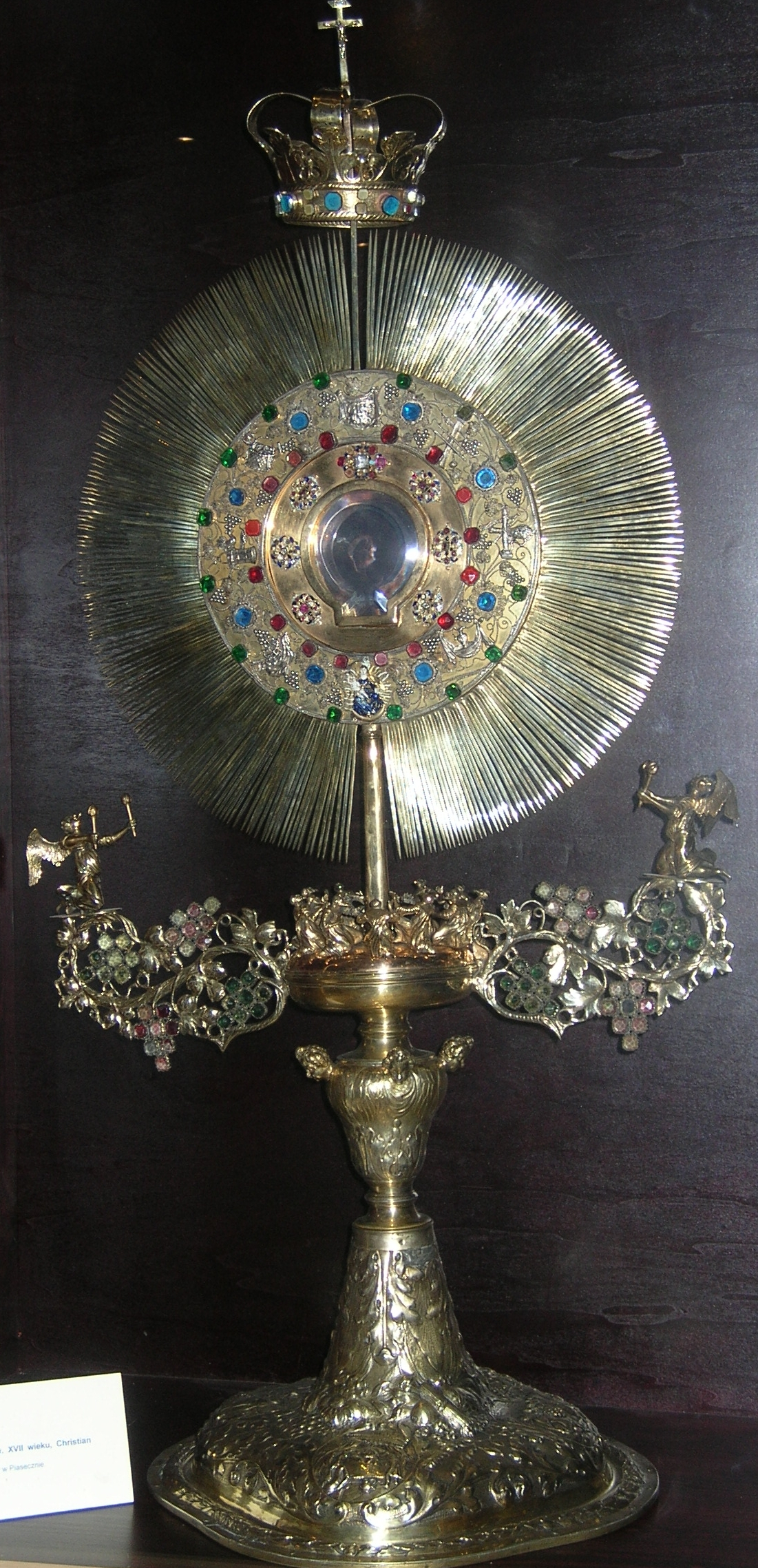
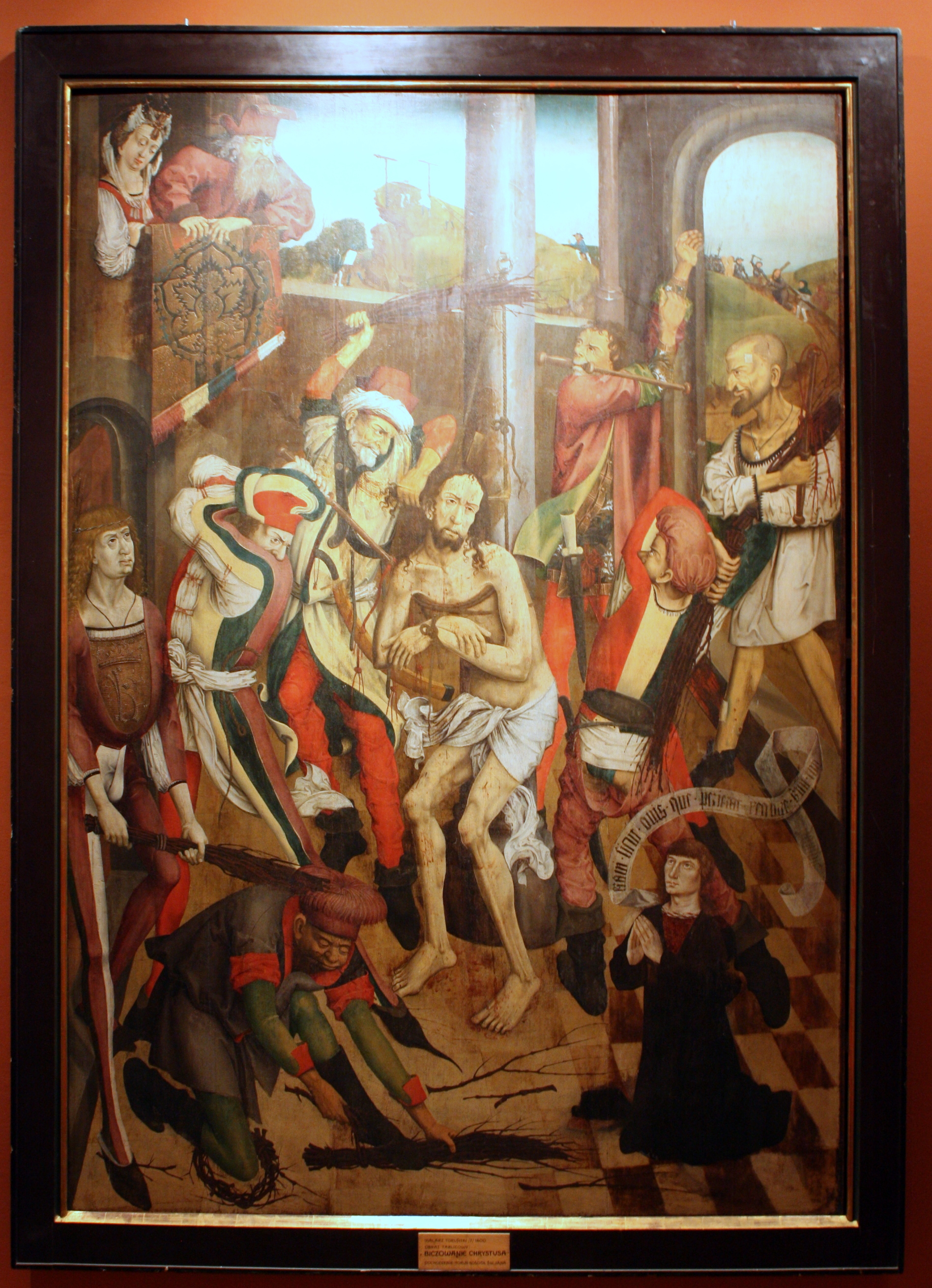
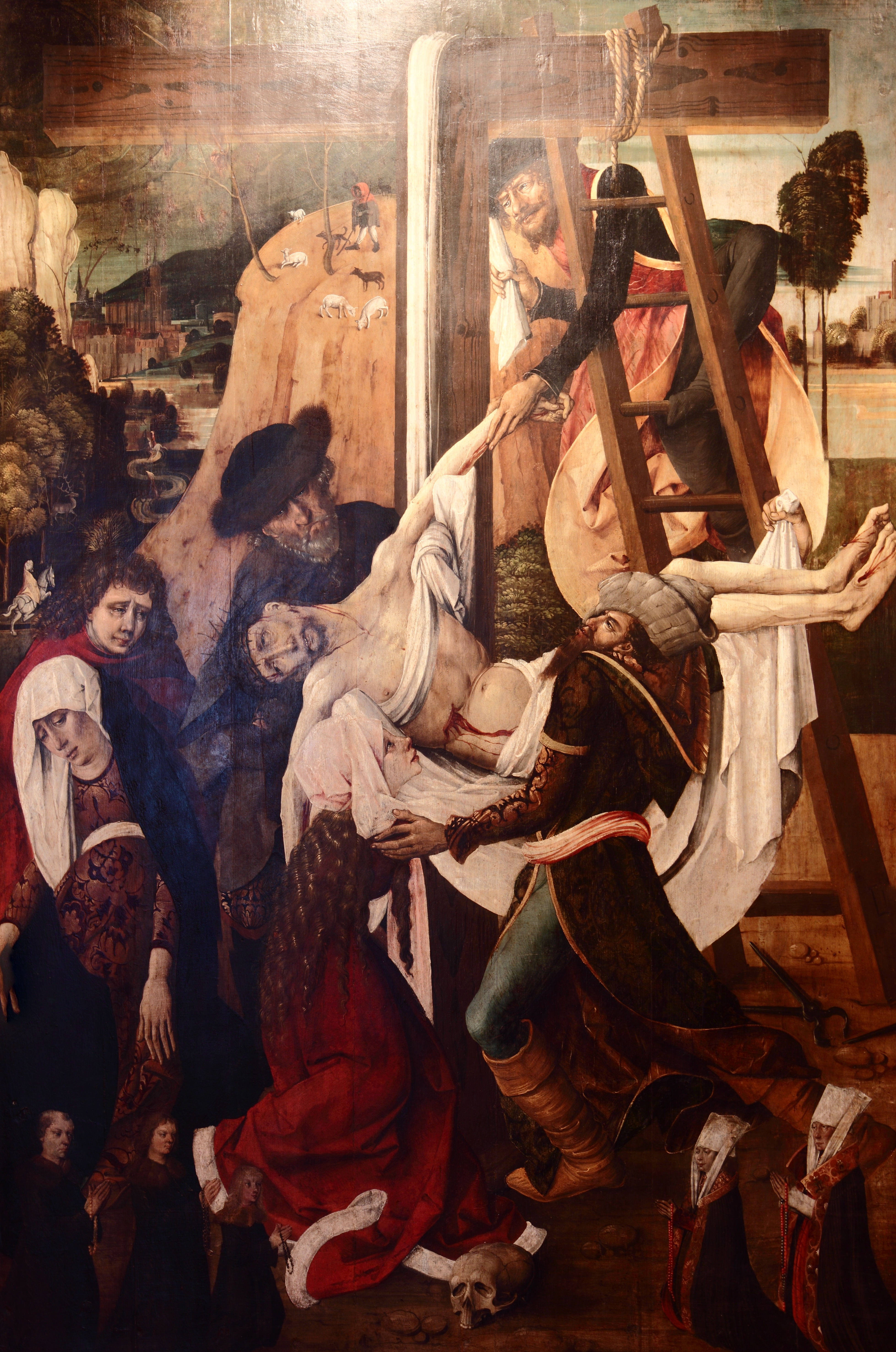
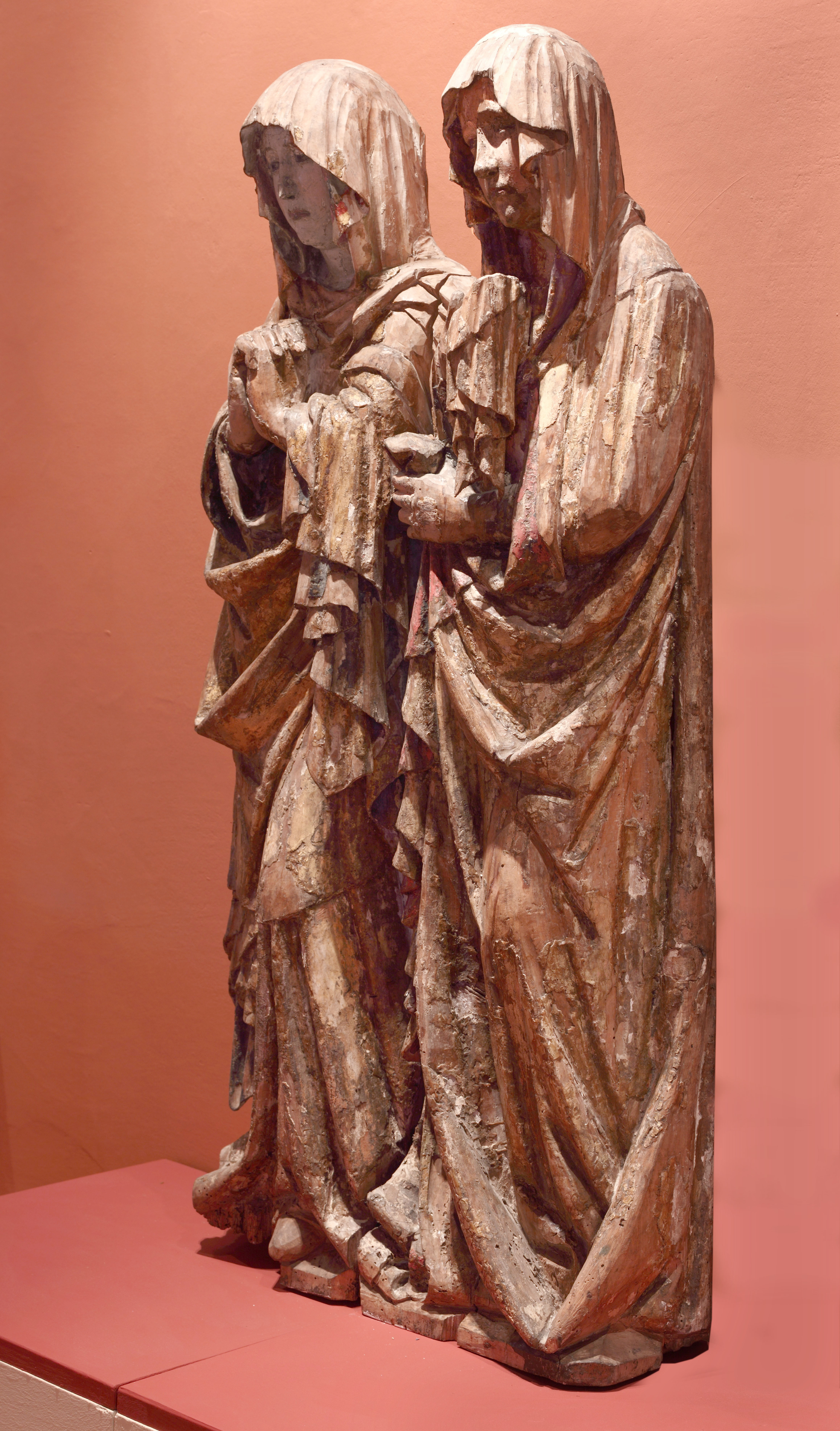